# Айртон Белеза
Айртон Батиста дос Сантос (порт.-браз. Aírton Batista dos Santos; 4 апреля по другим данным 19 мая 1942, Рио-де-Жанейро — 18 февраля 1996, Рио-де-Жанейро), более известный под именем Айртон Белеза (порт.-браз. Aírton Beleza) — бразильский футболист, нападающий. Рекордсмен Олимпийской сборной Бразилии по числу голов в одной матче — семь мячей.

## Карьера
Айртон Белеза начал карьеру в молодёжном составе клуба «Фламенго» в 1960 году. 30 апреля 1961 года он дебютировал в основном составе команды в матче с «Кампу Гранди» (3:1), выйдя на замену вместо Бабы. 22 декабря того же года Белеза забил первый мяч за клуб в официальной игре, поразивший ворота «Сан-Кристована». Проведя 8 матчей и забив один гол, футболист перешёл в «Ботафого». В 1963 году Белеза возвратился в состав «Фламенго», где играл два сезона, проведя 116 матчей и забил 70 голов.
В 1963 году Айртон был вызван в состав Олимпийской сборной Бразилии для участия на Панамериканских играх. В первом матче против олимпийской сборной Уругвая он забил два гола. А во второй игре, 28 апреля с командой олимпийской сборной США Белеза забил семь голов, а его команда победила со счётом 10:0. На том турнире бразильцы не проиграли ни одного матча и заняли первое место. Айртон стал лучшим бомбардиром соревнования с 11 голами. 7 июня 1964 года Белеза сыграл единственный матч за первую сборную Бразилии, в котором его команда обыграла Португалию со счётом 4:1. В 1966 году он попал в расширенный список кандидатов национальной команды на поездку на чемпионат мира, но в окончательный ростер не попал
В 1965 году Айтон был обменян на игрока клуба «Коринтианс» Силву Батуту, где провёл один сезон, сыграв в 25 матчах (17 побед, 3 ничьи и 5 поражений) и забил 11 голов. По окончании сезона форвард возвратился во «Фламенго». Причиной ухода стало недовольство супруги футболиста: «К сожалению, моя жена не привыкла к климату города Сан-Паулу». Там он сыграл лишь семь матчей. В 1966 году Белеза стал игроком «Сан-Паулу», где забил 4 гола, после чего во второй раз перешёл в «Ботафого». Там он сыграл первый матч 19 января 1967 года с клубом «Университарио» (2:0). 18 ноября того же года форвард сыграл последний матч за клуб против «Кампу Гранди», где получил травму и был вынужден покинуть поле. Всего за клуб в сезоне Белеза провёл 33 матча и забил 8 голов. В 1967 году Айртон сыграл ещё одну игру за «Фламенго». После этого он уехал в Колумбию, где с 1968 по 1969 год играл за «Атлетико Насьональ», а в 1970 году за «Мильонариос».

## Международная статистика

### Олимпийская сборная Бразилии
| Матчи Айртона Белезы за Олимпийскую сборную Бразилии | Матчи Айртона Белезы за Олимпийскую сборную Бразилии | Матчи Айртона Белезы за Олимпийскую сборную Бразилии | Матчи Айртона Белезы за Олимпийскую сборную Бразилии | Матчи Айртона Белезы за Олимпийскую сборную Бразилии | Матчи Айртона Белезы за Олимпийскую сборную Бразилии | Матчи Айртона Белезы за Олимпийскую сборную Бразилии |
| ---------------------------------------------------- | ---------------------------------------------------- | ---------------------------------------------------- | ---------------------------------------------------- | ---------------------------------------------------- | ---------------------------------------------------- | ---------------------------------------------------- |
| №                                                    | Дата                                                 | Место проведения                                     | Оппонент                                             | Счёт                                                 | Голы                                                 | Турнир                                               |
| 1                                                    | 24 апреля 1963                                       | Сан-Паулу                                            | Уругвай (Олимп.)                                     | 3:1                                                  | 2                                                    | Панамериканские игры                                 |
| 2                                                    | 28 апреля 1963                                       | Сан-Паулу                                            | США (Олимп.)                                         | 10:0                                                 | 7                                                    | Панамериканские игры                                 |
| 3                                                    | 30 апреля 1963                                       | Сан-Паулу                                            | Чили (Олимп.)                                        | 3:1                                                  | 1                                                    | Панамериканские игры                                 |
| 4                                                    | 4 мая 1963                                           | Сан-Паулу                                            | Аргентина (Олимп.)                                   | 2:2                                                  | 1                                                    | Панамериканские игры                                 |

### Сборная Бразилии
| Матчи Айртона Белезы за сборную Бразилии | Матчи Айртона Белезы за сборную Бразилии | Матчи Айртона Белезы за сборную Бразилии | Матчи Айртона Белезы за сборную Бразилии | Матчи Айртона Белезы за сборную Бразилии | Матчи Айртона Белезы за сборную Бразилии | Матчи Айртона Белезы за сборную Бразилии |
| ---------------------------------------- | ---------------------------------------- | ---------------------------------------- | ---------------------------------------- | ---------------------------------------- | ---------------------------------------- | ---------------------------------------- |
| №                                        | Дата                                     | Место проведения                         | Оппонент                                 | Счёт                                     | Голы                                     | Турнир                                   |
| 1                                        | 7 июня 1964                              | Рио-де-Жанейро                           | Португалия                               | 4:1                                      | —                                        | Кубок наций                              |

## Достижения

### Командные
- Чемпион штата Рио-де-Жанейро: 1961, 1962, 1963
- Победитель турнира Рио-Сан-Паулу: 1961, 1962
- Победитель Панамериканских игр: 1963
- Победитель турнира Начала чемпионата Рио-де-Жанейро: 1967
- Обладатель Кубка Гуанабара: 1967

### Личные
Лучший бомбардир Панамериканских игр: 1963 (11 голов)

## Личная жизнь
Айртон был женат на чилийке по имени Глория.